# Pisinna asymmetrica
Pisinna asymmetrica is een slakkensoort uit de familie van de Anabathridae. De wetenschappelijke naam van de soort is voor het eerst geldig gepubliceerd in 1941 door Laws.